# (6700) Kubišová
6700 Kubisova (1988 AO1) – planetoida z pasa głównego asteroid okrążająca Słońce w ciągu 4,27 lat w średniej odległości 2,63 j.a. Odkryta 12 stycznia 1988 roku i nazwana na cześć czechosłowackiej piosenkarki Marty Kubišovej.